# Велика Скіфія
Вели́ка Скі́фія або Вели́ка Ски́тія — сучасна наукова назва політичного утворення, що існувало у Північному Причорномор'ї в VI-V  століттях до н. е. В античні часи дане поняття було розмите і позначало собою всі невідомі їм землі сучасної Євразії на схід від сучасної України (Малої Скіфії), включно з нею самою, тобто сучасну центральну і східну Євразію, на противагу Євразії західній (тобто сучасній Європі).
За свідченням Геродота, Велика Скіфія простягалася від Дунаю до Дону та на таку ж відстань від узбережжя Чорного моря на північ.
Щільну роль у цьому регіоні відігравали кочові скіфи під проводом царських скіфів. Північніше мешкали агафірси, скіфи-орачі, будини, неври, гелони, меланхлени, гіпербореї, що можуть бути зіставлені з різними культурами скіфського типу лісостепової України та прилеглих районів. Збирання данини з осілих племен цієї території, зиск із транзитної торгівлі між землеробами лісостепу та античними містами північного узбережжя Чорного моря становили економічні підвалини Великої Скіфії та сприяли накопиченню в руках вищої аристократії величезних багатств, наявним підтвердженням чого є «царські» скіфські кургани у Нижній Наддніпрянщині — Солоха, Чортомлик, Огуз, Козел, Чорнуха та інші.
Загибель Великої Скіфії пов'язана, зокрема, з погіршенням кліматичних умов і усиханням степів, з виснаженням господарства лісостепових районів унаслідок економічної експлуатації кочовиками тощо.

## Поняття «Великої Скіфії» в історичній літературі
Питання про єдність Скіфії зазвичай розглядається лише в географічному аспекті, перш за все як співвідношення пам'ятників степу і Лісостепу. Розвиток же скіфської причорноморської культури в часі традиційно, ще з робіт М. І. Ростовцева, відображається як процес, що протікав безперервно з VII по IV ст. до н. е., хоча і не цілком плавно, але не супроводжувався значними економічними і соціальними змінами. Що стосується тих відмінностей, які дослідниками наголошуються, то вони пояснюються найчастіше посиленням контактів з сусідами-греками і загальними змінами культури кочівників Євразії. Сама ж основа скіфської європейської спільності визнається незмінною.
Проте весь набір ознак, якими можна описати причорноморську культуру кочівників з VII по IV ст., розпадається на дві майже дискретні групи (загалом добре відомі скіфологам), що відрізняються своїми хронологічними рамками: VII—VI і V—IV ст. до н. е. Ранні пам'ятники, пам'ятники архаїчної Скіфії (поховальні споруди переважно з дерев'яними конструкціями, неглибокими підбійними могилами, західне орієнтування в степу, стремовидні вудила, тридірчасті петельні псалії, дво-, трилопатеві наконечники стріл, у звіриному стилі переважають мотиви оленя, котячого хижака, голови хижого птаха тощо) нечисленні в степу, але широко поширені в лісостепі (Придніпров'я, Пн. Кавказ). З V ст. до н. е. друга група пам'ятників — класична Скіфія (катакомби, західне, східне і південне орієнтування, петельні вудила, дводірчасті псалії, бронзові деталі кінських масок, тригранні базисні і інші різновиди наконечників стріл; у прикладному мистецтві — мотив лося, оленя, вовчого хижака, хижого птаха та ін.) займає степову зону Причорномор'я, що не може не бути віддзеркаленням іншої економічної основи і політичного становища цього суспільства. Причому ці зміни, що особливо важливе, відбуваються у вельми короткі терміни — протягом декількох десятиліть з кін. VI по поч. V ст. Таким чином, можна припускати існування в рамках чотирьох століть двох археологічних культур скіфів Причорномор'я.
Уявлення про Велику Скіфію, що йде від античної традиції, опиняється в деяких аспектах неточним. Так, наприклад, скіфський похід Дарія I в кін. VI ст., виходячи з новітнього аналізу (Кукліна, 1985; Полін, 1987; Гардінер, 1987), спрямовувався не проти степового Причорномор'я. Династична історія скіфських царів, відома з Геродота, як би розривається на рубежі VI—V ст. (династії Спаргапіфа і Аріапіфа), що добре узгоджується з археологічними даними про переривчастість розвитку скіфської культури.
В той же час деякі характерні категорії виробів європейських скіфів можуть свідчити (не зважаючи на істотні відмінності в ранніх і пізніх пам'ятниках) про певну спадкоємність культур двох Скіфій; у зв'язку з цим опоненти висловленої точки зору називають наконечники, казани. Часткову формальну схожість можна пояснити лише тим, що, ймовірно, повної зміни населення не відбулося (і культура архаїчної Скіфії виявилася якимсь субстратом, що придбав нову якість), а сусіди скіфів зберегли внаслідок тісних виробничих контактів з ними ранні традиції.
Цікаві дослідження з історії великої Скіфії зробили радянські дослідники Феофан Коппола та Станіслав Кубрик. Вони висунули теорію про походження Великоскіфскої держави. Теорія полягала у проведенні паралелізму між скіфами та кочовиками Іранського нагір'я, які сформували свою державу Авлерків.
Становлення класичної Скіфії (V—IV ст.) може бути пов'язане з певним імпульсом зі східної зони євразійських степів (Алексєєв, 1987) і, можливо, Пн. Кавказу, що фіксується поки найліпше на предметах торевтики. У кін. VI ст. в прикордонних кочових районах Перської імперії складається нестабільна ситуація, пов'язана з військовою діяльністю Кира II та Дарія I. Для деяких східних районів як наслідки цих подій відомі зміни зовнішності археологічних культур (Членова, 1987) [67]. Події в Північному Причорномор'ї також могли виявитися наслідком тиску Перської імперії на кочовий світ.
Безцінним джерелом для відтворення етнічної карти України за часів існування скіфів є «Історія» Геродота. Перед розповіддю про головні події скіфо-перської війни автор подає опис театру воєнних дій — Північного Причорномор'я.
Країна скіфів, за Геродотом, являла собою багату на траву і добре зрошувану рівнину, яку перетинали численні річки, найбільшими серед яких були Істр (Дунай), Тірас (Дністер), Гіпаніс (Південний Буг), Борисфен (Дніпро) і Танаїс (Дон). Природа була найщедрішою до Борисфену, що є «найприбутковіша річка: по її берегах простягаються чудові родючі пасовиська для худоби; у ній мешкає у великій кількості найкраща риба; вода має приємний смак для питва і прозора… Посіви уздовж берегів Борисфену чудові, там, де земля не засіяна, розстилається висока трава. У гирлі Борисфену сама собою осідає величезна кількість солі. У річці мешкають великі безкості риби під назвою „антаксей“ і є багато інших дивин» [Геродот, книга IV, с. 53].
Сама Скіфія, за описом Геродота [Геродот, книга IV, с. 101], нагадувала величезний квадрат, південний край якого простягався вздовж Чорного моря від Істру до Меотиди (Азовського моря). Відповідно до цього, північний її кордон мав би проходити приблизно вздовж Прип'яті, через Чернігів, Курськ і далі до Воронежа (Рибаков).
На цьому великому просторі, у межах Степу і Лісостепу, жили численні племена і народи.
Найближчі землі до Ольвії — «торговельної гавані борисфенітів», яка лежала майже посередині південного краю скіфського квадрата, займали калліпіди чи то еллінські скіфи, за ними були землі алізонів, а ще далі на північ — скіфи-орачі, які «сіють зерно не для власного вжитку, а на продаж». Ще далі мешкають неври. Так розповідав Геродот про народи на захід від Борисфену.
За Борисфеном [Геродот, книга IV] спочатку розташована Гілея (тобто Полісся — імовірно, заплавні ліси у гирлі Дніпра), а на північ від неї жили скіфи-землероби. Вище них по течії — велика пустеля, а за нею мешкають андрофаги — особливе, не скіфське, плем'я.
На схід від землеробів живуть скіфи-кочовики, а за річкою Герром (чи то сучасною Кінською, чи то Молочною) кочує найчисленніше скіфське плем'я — скіфи царські, які вважають усіх інших скіфів своїми рабами. На північ від них живуть меланхлени — вже не скіфське плем'я. І за річкою Танаїсом також вже не скіфська земля — тут мешкають савромати, а територію вище них Геродот «віддає» будинам, поряд з якими мешкали також і гелони.
Спроби розмістити усі ці племена на сучасній географічній карті робили чимало дослідників. Одну з них здійснив видатний знавець скіфської історії і культури М. І. Ростовцев. Згідно з його уявленням, Скіфія була могутньою державою, що розкинулася від Дунаю до Волги у широтному напрямку та від узбережжя Чорного моря на півдні до межі Лісостепу і Лісу на півночі. Уся ця територія, за М. І. Ростовцевим, була зайнята скіфами-іранцями, що прийшли з глибин Азії у VII ст. до н. е. Припускаючи наявність у деяких районах, зокрема на території Середнього Подніпров'я, залишків місцевого доскіфського населення, він, проте, вважав, що останнє перебувало у цілковитій залежності від скіфів і входило до складу скіфської держави [54].
Пізніше широкого визнання набули карти Скіфії, складені Б. М. Граковим, М. І. Артамоновим, О. І. Тереножкіним та В. А. Іллінською.
Розглядаючи ці історико-географічні реконструкції, ми одразу побачимо, що майже усю степову смугу України дослідники одностайно «віддають» власне скіфським кочовим племенам — скіфам-кочовикам і скіфам царським, а на приольвійських територіях, згідно з Геродотом, розміщують еллінізованих скіфів. Певні труднощі виникають лише у пошуках території скіфів-землеробів, бо на Нижньому Подніпров'ї за часів Геродота й дещо раніше археологія не фіксує численного осілого населення. Виникнення цієї розбіжності між даними письмового джерела та археологічними реаліями фахівець з іранської лінгвістики В. І. Абаєв пояснює хибним тлумаченням слова georgoi, яке Геродот вживає щодо цих скіфів — дослідник запропонував виводити його не з давньогрецької мови, де воно має значення «землероб», а з іранської, і вважати його огреченою скіфською племінною назвою gauvarga — «ті, що розводять худобу», тобто перекладати Геродота не як «скіфи-землероби», а як «скіфи-скотарі».
Проте найдискусійнішим є питання локалізації лісостепових племен. Це наслідок того, що фахівці стали по-різному сприймати сам термін «Скіфія» у його географічному аспекті. Поступово, завдяки накопиченню археологічного матеріалу і виділенню локальних варіантів скіфської культури з'ясовувалось, що висновок про іранську належність населення Скіфії вірний лише стосовно степових районів Північного Причорномор'я, які були заселені власне скіфами. На території ж Лісостепу за скіфської доби мешкали племена, які сприйняли скіфську культуру, проте походили головним чином від місцевого населення попереднього часу — носіїв чорноліської культури на Середньому Подніпров'ї, культури фракійського гальштату — у межиріччі Дністра та Дунаю тощо" [63, 61]. Унаслідок цього виникла дилема — чи вважати, що скіфська держава не була одноетнічною і до неї входили різні за походженням народи й зберегти, таким чином, Геродотове уявлення про північний кордон Скіфії, чи то визнавати тезу про одноетнічність Скіфії, але скоротити її уявні межі до розмірів північнопричорноморського Степу.
Саме другий погляд обрали М. І. Артамонов і Б. М. Граков, на їхніх картах Геродотові племена були «посунуті» до півдня. Проти такої етногеографічної схеми послідовно виступали О. І. Тереножкін, В. А. Іллінська, які вважали, що територія і степової, і лісостепової України входила до складу єдиної Скіфії з різнорідним населенням. У Лісостеповому Правобережжі вони розміщували скіфів-орачів, які походили від місцевих, вірогідніше, протослов'янських, племен, а на східному березі — іраномовне населення.
Визначення локальних варіантів скіфської культури тривало і в наступні роки, не припиняється воно й зараз. У зв'язку з цим можна згадати роботи В. А. Іллінської, В. Г. Петренко, Г. Т. Ковпаненко, Г. І. Смирнової, Л. І. Крушельницької. Матеріали цих та інших досліджень були використані у спеціальній монографії, в якій уважно вивчено етногеографію Геродотової Скіфії (Рибаков).
Автор проаналізував дані, наведені Геродотом, і порівняв їх зі свідченнями інших авторів — зокрема Птолемея і Страбона. Це дало змогу уточнити місцезнаходження деяких річок і районів, назви яких були наведені Геродотом. Географічні координати, отримані у такий спосіб, були зіставлені із локальними варіантами скіфської культури, що спричинилося до створення ще одного варіанту етногеографічної карти Скіфії. На ній ми бачимо, що степові райони України традиційно «віддані» кочовим, власне скіфським, племенам. На більшій частині Лісостепового Лівобережжя Дніпра розміщені гелони, яких автор вважає іраномовними землеробськими племенами. Територія Лісостепового Правобережжя належала протослов'янському населенню. Таким чином, на погляд вченого, Скіфія була конфедерацією кочових та землеробських, різних за своїм походженням, племен, що населяли степові і лісостепові простори Північного Причорномор'я [Карта Великої Скіфії, Додаток 8]. Безумовно, ці висновки будуть і надалі коригуватись, головним чином завдяки точнішій локалізації окремих племен. Проте запропонована цілісна реконструкція етнічної карти за Геродотом, на нашу думку, відповідає дійсності.
З цього короткого екскурсу в історію дослідження проблеми етногеографії Скіфії стає зрозумілим, чому це питання є одним з найдискусійніших у скіфознавстві. Адже річ не лише у тім, щоб реконструювати описану Геродотом картину (що, безперечно, важливо для історичної науки), але й у тім, що згадані Геродотом племена і народи, генетичні корені яких сягають глибин більш ранніх епох, потім і самі брали участь у формуванні багатьох історичних народів. Тому при вивченні Геродотової етногеографії фахівці спроможні не тільки відтворити тогочасну ситуацію, а й деякою мірою відшукати витоки сучасних етносів [18, 53].
Звертаючись до Геродотової праці, треба мати на увазі, що наведені ним дані являють собою немовби одноманітний зріз великого генеалогічного дерева північнопричорноморських народів, який відбиває певну історичну ситуацію кінця VI—V ст. до н. е. Протягом тривалого періоду, який увійшов до нашої історії під назвою «скіфського», вона, безперечно, змінювалась. Наприклад, у період передньоазіатських походів, коли більшість власне скіфських племен мешкала у Передкавказзі, степові райони України були малонаселені. Змінювалась ця ситуація і пізніше. Так, у IV ст. до н. е. скіфами була захоплена велика територія у сучасній Добруджі, зазнавали змін кордони й між іншими племенами. Проте дані Геродота мають величезну цінність не тільки завдяки їхній повноті, але й тому, що вони відтворюють ситуацію найважливішого часу в житті Північнопричорноморської Скіфії — часу її формування і піднесення.
Уявлення про дві, а не одну Скіфії: архаїчну (VII—VI ст.) і класичну (V—IV ст.), з різними економічними і політичними тенденціями, могло б стати принципово важливим елементом реконструкції процесу етноісторичного розвитку Північного Причорномор'я в скіфську епоху.

## Згадки у пізніші часи
Назва Велика Скіфія, однак, і далі вживалася в Європі й у пізніші часи, спочатку стосовно до населення Русі, потім Монгольської імперії, а потім людності Дикого Поля, передусім козаків і татар.
Так, у повісті Минулих літ читаємо: «В лето 6415 (907). Иде Олег на Грекы, Игоря оставив /в/ Киеве, поя же множество варяг, и словенъ, и чюдь, и кривичи, и мерю, и деревляны, и радимичи, и поляны, и северо, и вятичи, и хорваты, и дулебы, и тиверци, яже суть толковины: си вси звахуться от грекъ Великая Скуфь.».